# Paratettix hirsutus
Paratettix hirsutus är en insektsart som beskrevs av Brunner von Wattenwyl 1893. Paratettix hirsutus ingår i släktet Paratettix och familjen torngräshoppor. Inga underarter finns listade i Catalogue of Life.